# Ronald Ross
Sir Ronald Ross (Almora, Uttarakhand, India, 1857. május 13. – London, 1932. szeptember 16.) angol orvos. 1902-ben orvostudományi Nobel-díjban részesült, mert felfedezte, hogy a maláriát a szúnyogok terjesztik.

## Ifjúsága
Ronald Ross 1857. május 13-án született az akkor Brit Indiához (ma India Uttarakhand állama) tartozó Almorában Sir Campbell Claye Grant Ross tábornok és felesége, Matilda Charlotte Elderton tíz gyermeke közül az elsőként. Nyolcévesen Angliába küldték, ahol nagybátyjánál és nagynénjénél lakott a Wight-szigeten. Az elemi iskolát Ryde-ban végezte, majd 1869-től a Southampton melletti springhilli bentlakásos iskolába küldték. Már gyerekkorától érdekelte, az irodalom, a költészet, a zene és a matematika. Író akart lenni, de apja a középiskola után mégis orvosi szakra, a londoni St Bartholomew's Hospital Medical College-be íratta be. Rosst nem érdekelte különösebben az egyetem, ideje nagy részét zeneszerzéssel, versek és színdarabok írásával töltötte. 1879-ben letette katonaorvosi vizsgáját, majd egy transzatlanti utakra induló gőzhajón dolgozott hajóorvosként, miközben a gyógyszerészi vizsgájára készült. Ezt másodszorra, 1881-ben sikerült letennie, majd egy négy hónapos előkészítés után, még ugyanebben az évben belépett az Indiai Orvosi Szolgálathoz. 1888 júniusa és 1889 májusa között Angliába utazott, hogy közegészségügyi szakképesítést szerezzen és egy bakteriológiai kurzuson is részt vett.

## Pályafutása

### India
1881 és 1894 között különböző helyszíneken – Madras, Burma, Beludzsisztán (ma Pakisztán), Andaman-szigetek, Bangalore, Secunderabad – dolgozott. 1883-ban a bangalore-i helyőrség katonaorvosaként felvetette, hogy a szúnyogok számát mérsékelni lehetne, ha csökkentenék vízhez való hozzáférésüket. 1894 márciusában családjával együtt szabadságra utazott Londonba. Itt találkozott a trópusi betegségek és a malária szakértőjével, a skót Sir Patrick Mansonnal, aki aztán Ross mentorává vált és beavatta a maláriakutatás aktuális problémáiba. Ross 1895 márciusában visszatért Indiába, és még a csomagjai vámvizsgálatát sem várva ki, azonnal a bombayi kórházba sietett, hogy vért vegyen a maláriás betegektől és keneteket készítsen.

#### A malária közvetítőjének felfedezése

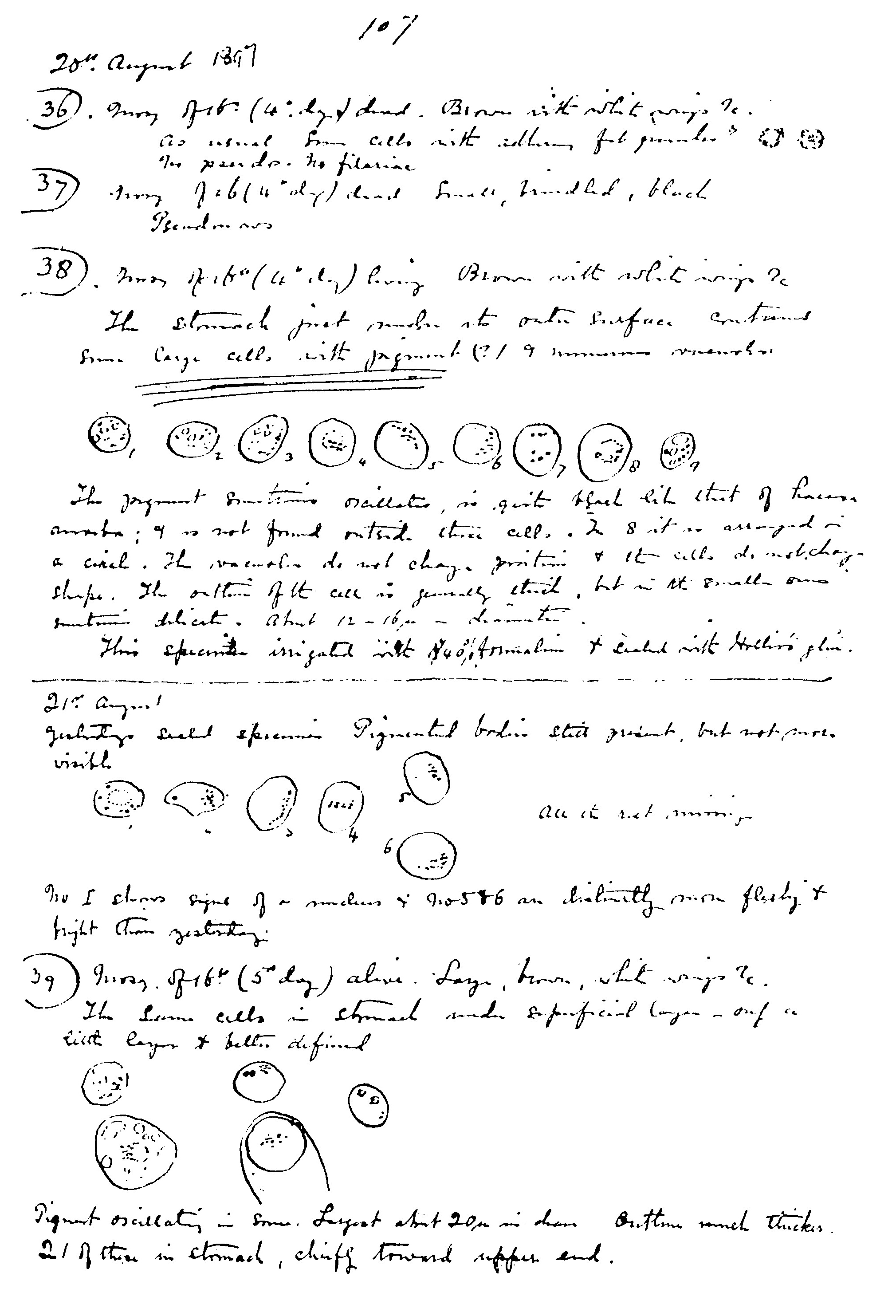
Ross jegyzőkönyvének lapja, amelyen leírja a szúnyogban megfigyelt "pigmentált testeket"

1895 májusában Ross egy szúnyog gyomrában felfedezte a malária korai stádiumban lévő kórokozóját, de röviddel ezután Bangalore-ba vezényelték, hogy vizsgáljon ki egy kolerajárványt; ott pedig a malária nem fordult elő rendszeresen. 1896 májusában rövid szabadságra ment a közeli hegyvidéki, maláriafertőzött állomásra, ahol azonban a rendszeres kininszedés ellenére három napon belül őt is leverte lábáról a váltóláz. Júniusban áthelyezték Secunderabadba. Több sikertelen próbálkozás után 1897 júliusában sikerült húsz "barna" szúnyogot kitenyésztenie az összegyűjtött lárvákból és lefizetett egy maláriás beteget, hogy hagyja magát megszúratni velük. Ezután felboncolta a szúnyogokat és emésztőrendszerükben kerek testeket talált, amelyekről biztosan tudta, hogy nem a szúnyoghoz tartoznak. Augusztusban azonosítani tudta a malária kórokozóját egy "foltos szárnyú" (később Anophelesként azonosított) szúnyog bélrendszerében.

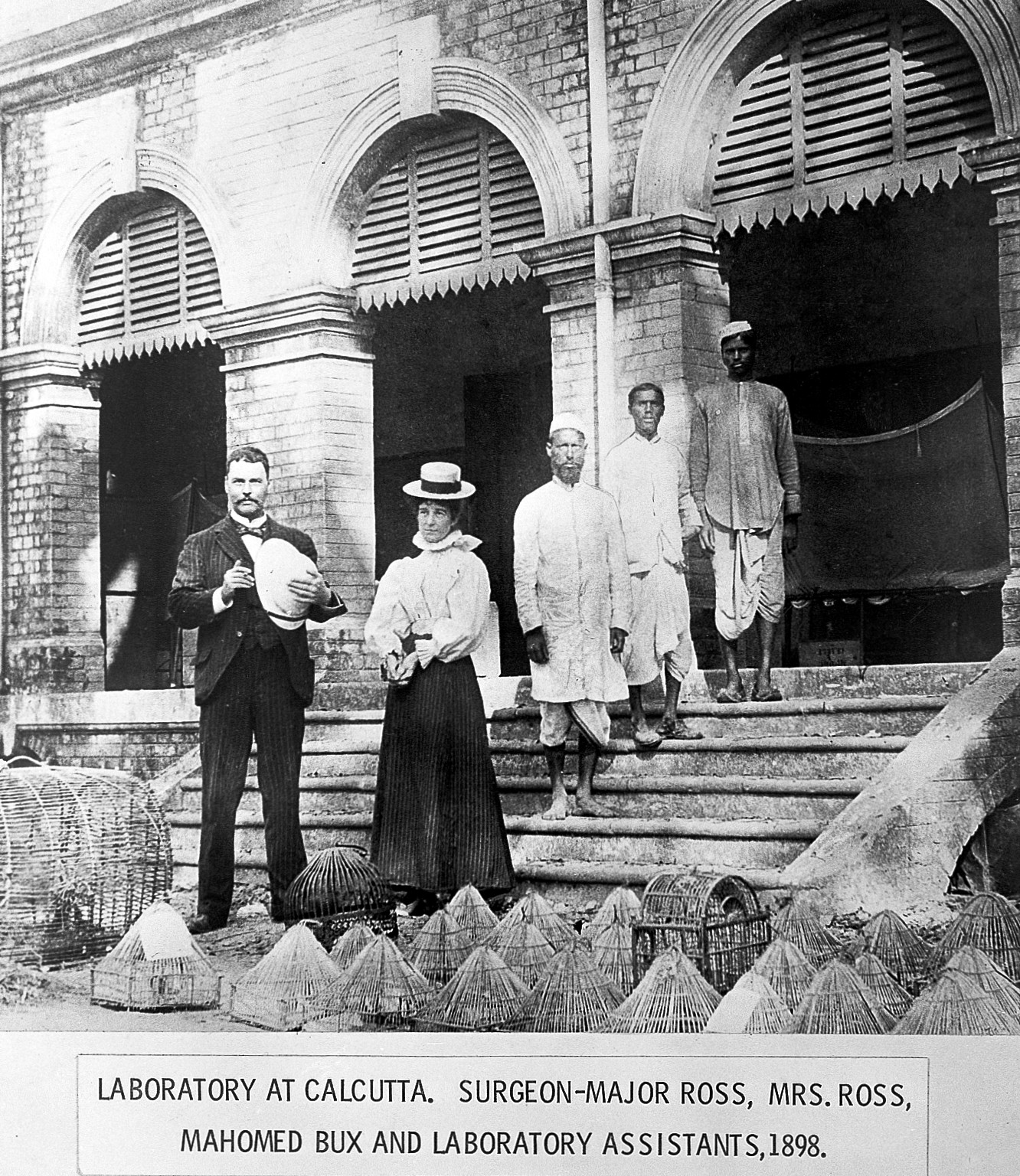
Ross, felesége is indiai munkatársai Kalkuttában

1897 szeptemberében Bombaybe, onnan pedig a maláriamentes Radzsasztánba vezényelték. Ross elkeseredett, hogy nem folytathatja kísérleteit, ezért felvette a kapcsolatot Patrick Mansonnal, aki rábírta a gyarmati kormányzatot, hogy Rosst "különleges feladattal", a malária és a kala azar kutatására Kalkuttába irányítsák át. Kalkuttában rendelkezésére bocsátottak egy laboratóriumot, de nem sikerült sok maláriás beteget találnia, és az orvosok azokat is azonnal kezelni kezdték. Egy közeli faluban építtetett egy bungalót, ahová időnként kiutazott és szúnyogokat gyűjtött. Manson azt javasolta, hogy a betegek hiányának problémáját madarak kutatásával hidalja át, ahogyan az orosz Vaszilij Jakovlevics Danyilevszkij és az amerikai William. G. MacCallum tette. Ross kissé dohogva ("nem kell ahhoz Indiában lennem, hogy a madármaláriát kutassam"), de megfogadta a tanácsot. Az embert megfertőző Plasmodium vivax-hoz nagyon hasonló madárparazitáról 1898 júliusában sikerült kimutatnia, hogy a szúnyogot használja köztesgazdának, valamint azt, hogy legnagyobb mennyiségben a rovar nyálmirigyeiben található meg. Kísérletekkel is bizonyította, hogy maláriával fertőzött madarakról a szúnyogok közvetítésével egészségesekre lehet átvinni a betegséget.
1898 szeptemberében az északkelet-indiai Asszamba hívták, hogy állapítsa meg a kala azar átvitelének módját. Ross tévesen azt állította, hogy ezt a kórokozót, a Leishmania donovani-t is szúnyogok terjesztik (később kiderült, hogy a lepkeszúnyogok).

### Anglia
1899-ben Ross Angliába költözött és a Liverpooli Trópusi Betegségek Főiskoláján talált oktatói állást, ahol 1902-ben professzori katedrát adtak neki. 1912-től ezzel párhuzamosan a londoni King's College Hospital trópusi szakértőjeként is dolgozott, egészen 1917-ig. Ekkor a hadügyminisztérium, egy évvel később pedig a nyugdíjfolyósító minisztérium maláriaügyi tanácsadója lett. A világ számos részén (Nyugat-Afrika, Szuezi-csatorna, Görögország, Ciprus, Mauritius; később pedig az első világháború által érintett régiókban) harcolt a malária terjedése ellen és elősegítette a megelőző intézkedéséket.
Kidolgozott egy matematikai modellt a malária epidemiológiájának tanulmányozásához, amit 1908-as mauritiusi jelentéséhez csatolt és egy 1910-es könyvében részletesen ismertetett.
1926-ban a walesi herceg (a leendő VIII. Edward) megnyitotta a wimbledoni Ross Intézet és Trópusi Betegségek Kórházát, amelynek Ross egészen haláláig igazgatója volt. Az intézet később a Londoni Közegészségügyi és Trópusi Betegségek Főiskolájának része lett, majd az épületet lebontották.

## Vita a Nobel-díj körül

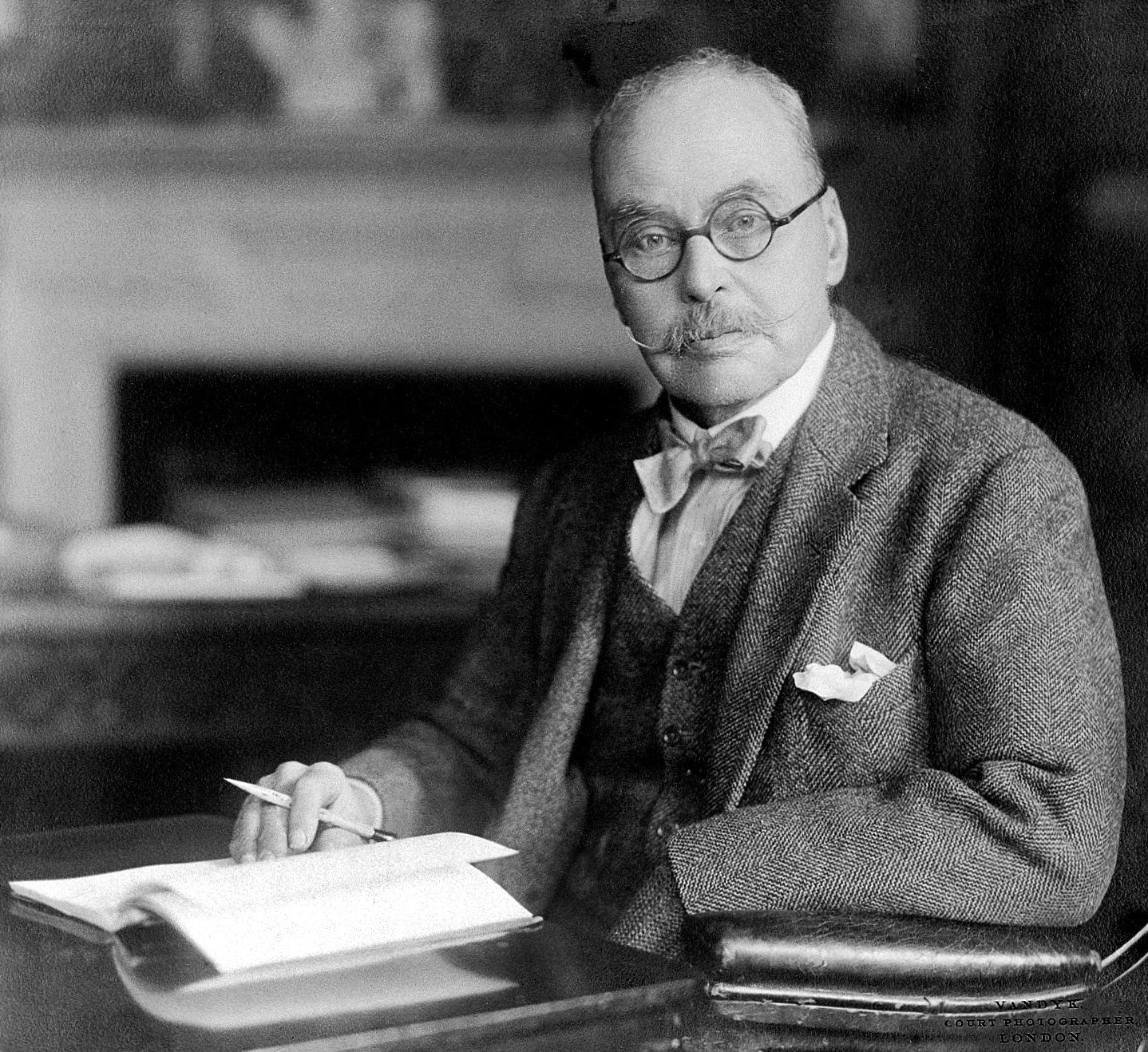
Az idős Ronald Ross

Ronald Ross 1902-ben orvostudományi Nobel-díjat kapott "a maláriával végzett munkájáért, amivel megmutatta, hogy az hogyan hatol be a szervezetbe és ennélfogva lefektette alapjait a betegség sikeres kutatásának és az ellene folytatott harc módszereinek." Maga Ross epidemiológiai matematikáját fontosabbnak tartotta, mint az átvitel módjának felfedezését. 1897-98-ban az olasz Giovanni Battista Grassi munkatársaival közösen pontosan meghatározta az embert megfertőző P. falciparum, P. vivax és P. malariae életciklusát, megállapítva hogy az ember esetében a nőstény Anopheles szúnyogok a betegség terjesztői. Ross csak a madármaláriát okozó Plasmodium relictum átadódását írta le és mivel nem volt zoológus, a köztesgazda rovart sem határozta meg, hanem csak "foltos szárnyú szürke szúnyogként" utalt rá. A Nobel-díj Bizottság először kettejük között akarta megosztani a díjat, mire Ross rosszízű vádaskodásba kezdett, szélhámosnak, csalónak nevezte az olasz kutatót, aki "mások ötletein élősködik". Grassi hasonló hangnemben válaszolt, mire a bizottság Robert Kochot kérte fel semleges döntőbírónak. Koch úgy vélte, hogy Grassi nem érdemli meg a díjat, amelyet így Ross egyedül kapott meg.

## Elismerései
- 1901 – a Royal Society tagja, 1911-1913 között a társaság alelnöke
- 1902 – Fiziológiai és orvostudományi Nobel-díj
- 1902 – a Fürdőrend tagja, 1911-től parancsnoka
- Szent Mihály és Szent György-rend
- II. Lipót-rend (Belgium)

## Családja és személyisége
Ross 1889-ben, angliai tanulmányi szabadsága során vette feleségül Rosa Bessie Bloxamot. Két lányuk (Dorothy (1891–1947) és Sylvia (1893–1925)), valamint két fiuk (Ronald Campbell (1895–1914) és Charles Claye (1901–1966)) született. Ronald az első világháborúban, a la cateau-i csatában esett el.
Ronald Rosst kortársai ekcentrikus, impulzív, egocentrikus embernek írták le. Szakmai pályafutása állandóan konfliktusba került diákjaival és munkatársaival. A Grassi ellen folytatott rágalomhadjárata szinte legendássá vált a tudományos életben. Nyíltan irigykedett Patrick Manson privát praxisból származó bőséges jövedelmére és a róla írt emlékiratokban megpróbálta lekicsinyelni Manson hozzájárulását a maláriakutatáshoz. Többször összeveszett a liverpooli intézettel, amelynek tanára volt, kevesellte a fizetését és kétszer is lemondott; végül nyugdíj nélkül elbocsátották.

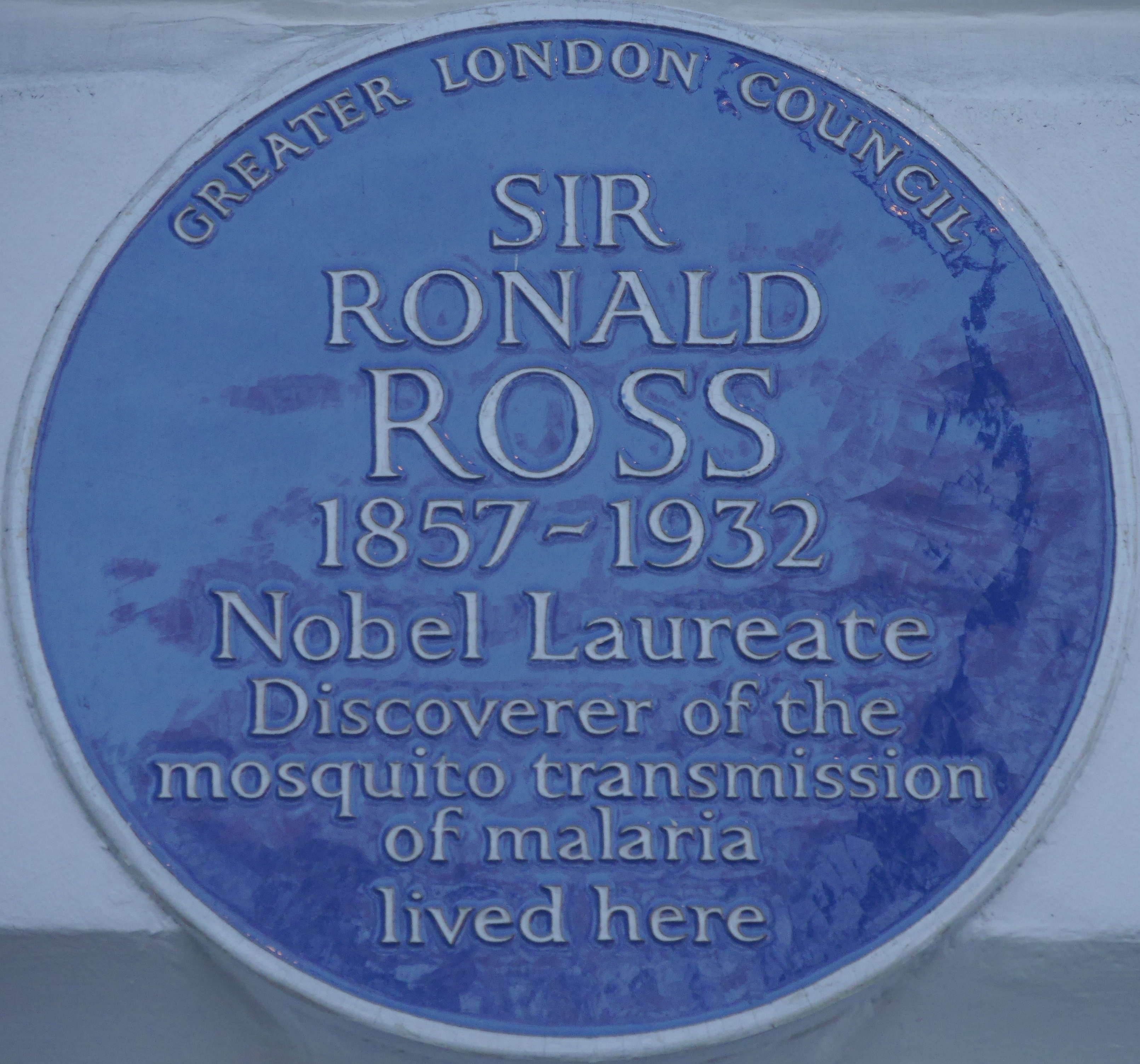
Emléktábla a londoni házán

Termékeny író volt. Orvosi és matematikai munkái mellett élet minden fontos eseményére költeményeket írt, amelyeket több kötetben kiadott. 1923-ban megjelentette 547 oldalas önéletrajzát Memoirs, with a Full Account of the Great Malaria Problem and its Solution (Emlékiratok a nagy maláriaproblémának és megoldásának teljes leírásával) címmel.
Ronald Ross hosszú betegség és asztmarohamok után az általa igazgatott intézet kórházában halt meg 1932. szeptember 16-án, 75 éves korában.

## Fordítás
- Ez a szócikk részben vagy egészben  a   Ronald Ross című angol Wikipédia-szócikk ezen változatának fordításán alapul.  Az eredeti cikk szerkesztőit annak laptörténete sorolja fel. Ez a jelzés csupán a megfogalmazás eredetét és a szerzői jogokat jelzi, nem szolgál a cikkben szereplő információk forrásmegjelöléseként.